# Suchodol (Repubblica Ceca)
Suchodol è un comune della Repubblica Ceca facente parte del distretto di Příbram, in Boemia Centrale.